# Mistrzostwa Europy w Judo 1963
11. Mistrzostwa Europy w Judo odbyły się 11 maja 1963 roku w Genewie. 

## Klasyfikacja medalowa
| Miejsce | Państwo         |   |   |    | Razem |
| ------- | --------------- | - | - | -- | ----- |
| 1       | Francja         | 3 | 0 | 5  | 8     |
| 2       | Holandia        | 2 | 2 | 0  | 4     |
| 3       | ZSRR            | 2 | 1 | 2  | 5     |
| 4       | NRD             | 1 | 1 | 3  | 5     |
| 5       | RFN             | 1 | 1 | 1  | 3     |
| 6       | Wielka Brytania | 0 | 2 | 3  | 5     |
| 7       | Włochy          | 0 | 2 | 0  | 2     |
| 8       | Austria         | 0 | 0 | 1  | 1     |
| .       | Belgia          | 0 | 0 | 1  | 1     |
| .       | Polska          | 0 | 0 | 1  | 1     |
| .       | Jugosławia      | 0 | 0 | 1  | 1     |
| Razem   | Razem           | 9 | 9 | 18 | 36    |

## Medaliści

### Mężczyźni Amatorzy
| Konkurencja: | Złoto: | Srebro: | Brąz: |
| −68kg        | André Bourreau | Bruno Carmeni                                                                                                  | Jan Okrój Gerhard Zotter |
| −80kg        | Jacques le Berré | Otto Smirat | Peter Herrmann Stojan Stojaković |
| ponad 80kg   | Klaus Glahn | Anzor Kibrotsashvili                                                                                           | Herbert Niemann Boris Mishchenko |
| Open         | Karl Nitz | Nicola Tempesta                                                                                                | Anthony Sweeney Georges Gress |
| Drużynowo    | Robert Dzhgamadze · Alfred Karatschuk · Anzor Kiknadze · Vladimir Pankratov · Oleg Stepanov · Genrikh Shults · ZSRR | Wolfgang Ehler · Peter Herrmann · Kurt Leise · Ferdinand Miebach · Günter Monczyk · Matthias Schießleder · RFN | André Bourreau · Jean-Pierre Dessailly · Georges Gress · Lionel Grossain · Jacques le Berré · Michel Lesturgeon · Francja · Pierre Brouha · Marcel Clause · Henri Dewandeleer · Max Deweer · Désiré Durieux · Marcel Etienne · Belgia |

### Mężczyźni Zawodowcy
| Konkurencja: | Złoto:           | Srebro:        | Brąz:                               |
| −68kg        | Ārons Bogoļubovs | Richard Bowen  | Robert Forestier Robert Dzhgamadze  |
| −80kg        | Jacques Noris    | George Kerr    | Marcel Nottola David Barnard        |
| ponad 80kg   | Anton Geesink    | Willem Dadema  | Douglas Young Armin Lindner         |
| Open         | Anton Geesink    | Henk Warmerdam | Michel Yacoubovitch Helmut Howiller |